# Antonia Schmidt
Antonia Schmidt (* 23. Juni 2001) ist eine deutsche Tennisspielerin.

## Karriere
Schmidt spielt vor allem auf Turnieren des ITF Women’s World Tennis Tour, bei denen sie bislang vier Titel im Einzel und fünf im Doppel gewonnen hat.
Bei den deutschen Jugend-Hallenmeisterschaften Anfang Dezember 2019 in Essen gewann Antonia Schmidt in der Klasse U18 den Titel im Doppel.

## Turniersiege

### Einzel
| Nr. | Datum            | Turnier       | Kategorie | Belag     | Finalgegnerin         | Ergebnis      |
| --- | ---------------- | ------------- | --------- | --------- | --------------------- | ------------- |
| 1.  | 17. April 2022   | Kairo         | ITF W15   | Sand      | Giulia Crescenzi      | 6:4, 6:7, 7:6 |
| 2.  | 7. August 2022   | Savitaipale   | ITF W15   | Sand      | Miriana Tona          | 7:5, 6:2      |
| 3.  | 3. Dezember 2023 | Ahmedabad     | ITF W15   | Sand      | Anastassija Suchotina | 6:1, 6:2      |
| 4.  | 9. Juni 2024     | Santo Domingo | ITF W15   | Hartplatz | Darja Viďmanová       | 4:6, 6:2, 7:5 |

### Doppel
| Nr. | Datum             | Turnier   | Kategorie | Belag             | Partnerin                | Finalgegnerinnen                                 | Ergebnis         |
| --- | ----------------- | --------- | --------- | ----------------- | ------------------------ | ------------------------------------------------ | ---------------- |
| 1.  | 21. Mai 2022      | Kairo     | ITF W15   | Sand              | Diletta Cherubini        | Elizaveta Masnaia Sofiia Nagornaia               | 6:1, 6:2         |
| 2.  | 17. März 2023     | Gonesse   | ITF W15   | Sand (Halle)      | Arina Gabriela Vasilescu | Karolina Kozakova Ewjalina Laskewitsch           | 7:5, 6:3         |
| 3.  | 25. März 2023     | Le Havre  | ITF W15   | Sand (Halle)      | Arina Gabriela Vasilescu | Noelia Bouzo Zanotti Marta Hugi González Encinas | 6:3, 6:2         |
| 4.  | 25. November 2023 | Bengaluru | ITF W25   | Sand              | Diletta Cherubini        | Punnin Kovapitukted Anna Ureke                   | 4:6, 7:5, [10:4] |
| 5.  | 30. November 2024 | Lousada   | ITF W35   | Hartplatz (Halle) | Katharina Hobgarski      | Baylen Brown Jamilah Snells                      | 6:4, 6:2         |